# Vosseleriana somali
Vosseleriana somali är en insektsart som först beskrevs av Boris Petrovich Uvarov 1923.  Vosseleriana somali ingår i släktet Vosseleriana och familjen gräshoppor. Inga underarter finns listade i Catalogue of Life.